# Ju Ming
 (février 2024).
Si vous disposez d'ouvrages ou d'articles de référence ou si vous connaissez des sites web de qualité traitant du thème abordé ici, merci de compléter l'article en donnant les références utiles à sa vérifiabilité et en les liant à la section « Notes et références ».
Ju Ming (en chinois : 朱銘 ; pinyin : Zhū Míng), né le 20 janvier 1938 à Tongxiao et mort le 22 avril 2023 à Taipei à Taïwan,, est un sculpteur taïwanais.

## Biographie
Il est un des grands sculpteurs asiatiques modernes.
Inspiré par la spiritualité orientale, il crée des œuvres dynamiques dans une technique originale. Il est reconnu comme un artiste remarquable non seulement par les spécialistes mais aussi par le peuple. 
Il expose dans de nombreux musées prestigieux au Japon, à Hong Kong et à Singapour. En France, il a participé à une exposition en 1991 au Musée des beaux-arts de Dunkerque et de décembre 1997 à janvier 1998 à place Vendôme. 
Il a participé à la création du musée Juming à Taïwan. Son activité contribue beaucoup à la diffusion de l'art à Taïwan.

## Expositions
- Musée national de l’histoire, Taipei, 1976, 1981
- Musée central de Tokyo, 1977, 1978
- Centre d’art Hong Kong, 1980, 1991
- Galerie de Max Hutchinson, New York, 1981, 1983, 1985

## Œuvre
- Série du pays natal
- Série de Taichi
- Série du monde vivant

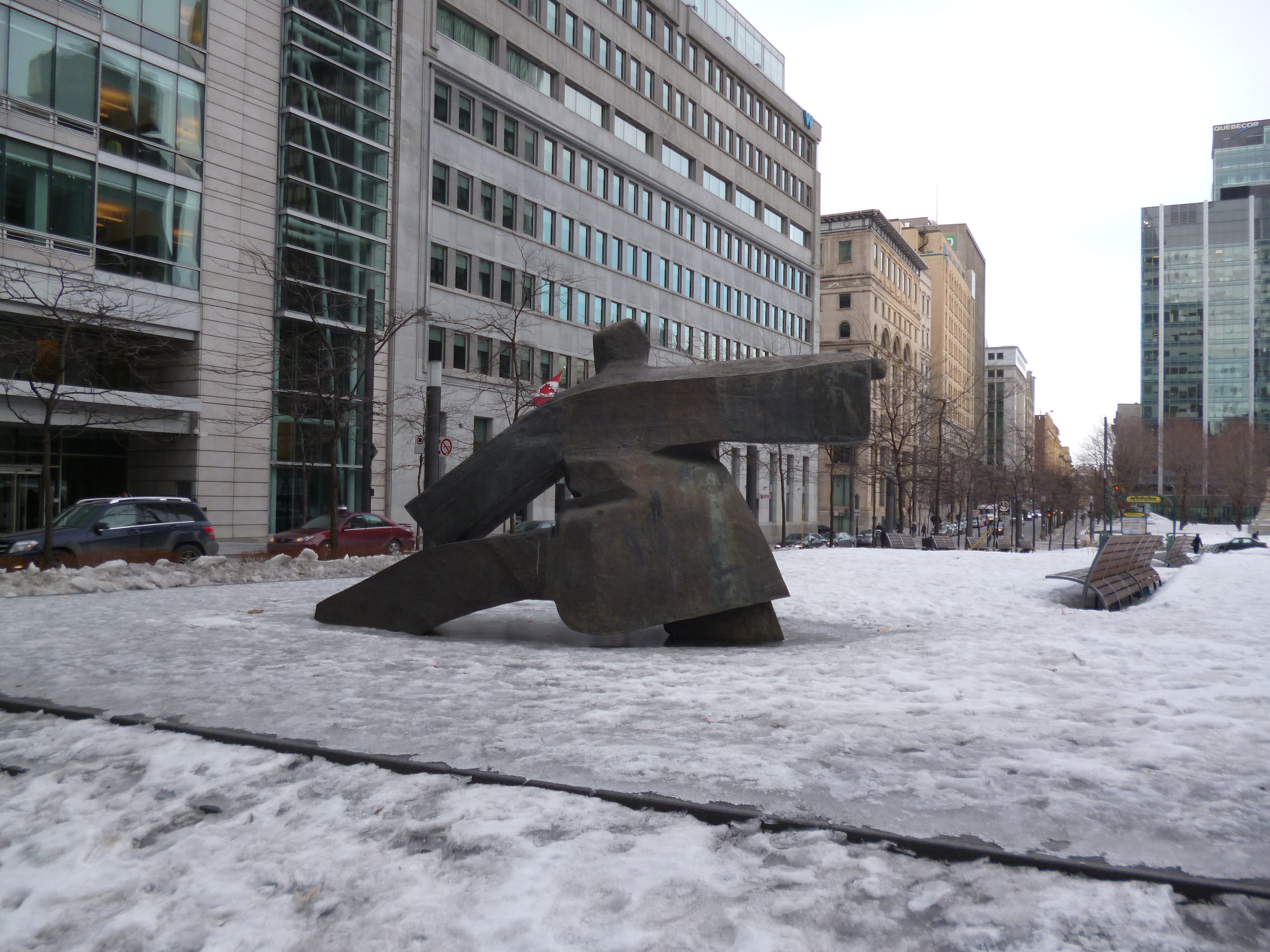
Dans la série de Taichi, la statue Simple fouet en Taichi, à Montréal.
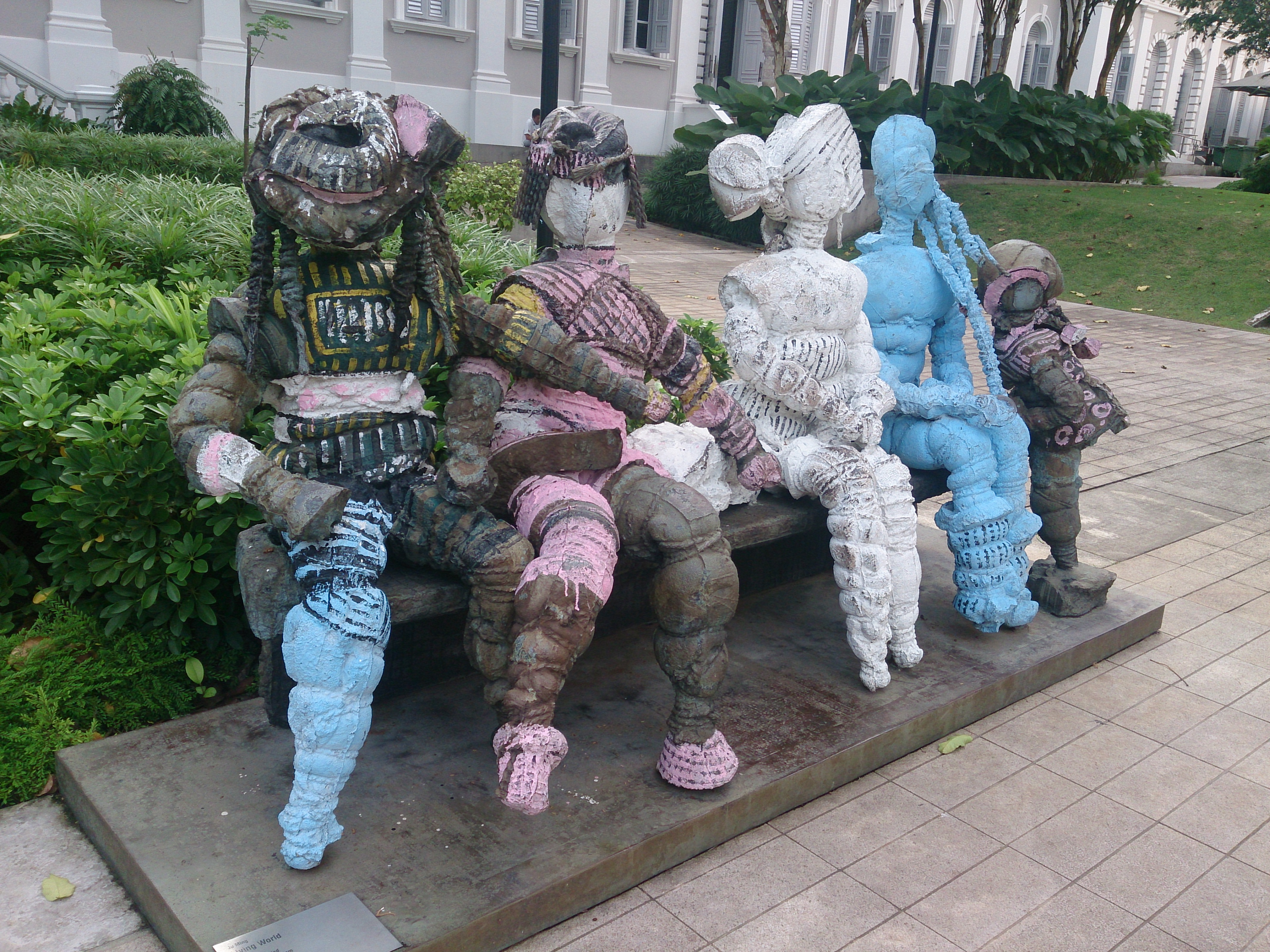
'Living World' exposé de façon permanente à l'extérieur du Musée national de Singapour
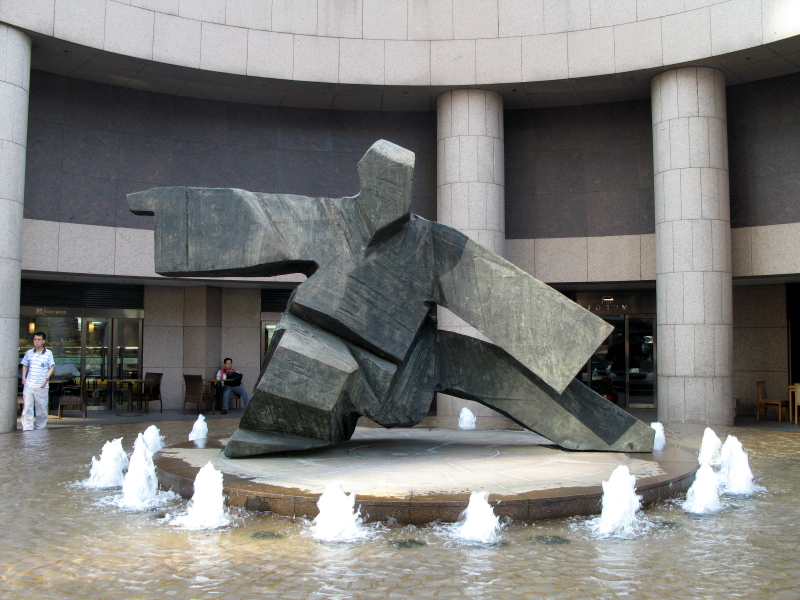
Statue à l'Exchange Square (Hong Kong).
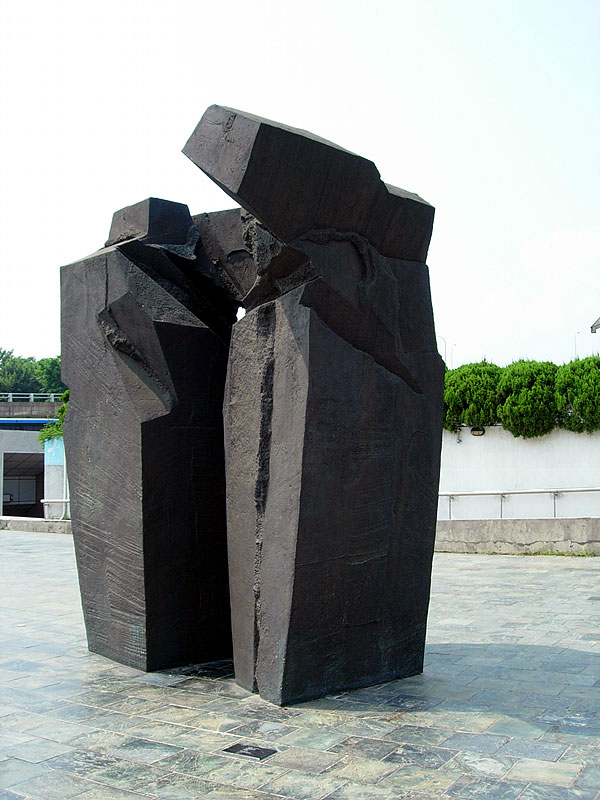
’Taichi Arch’.
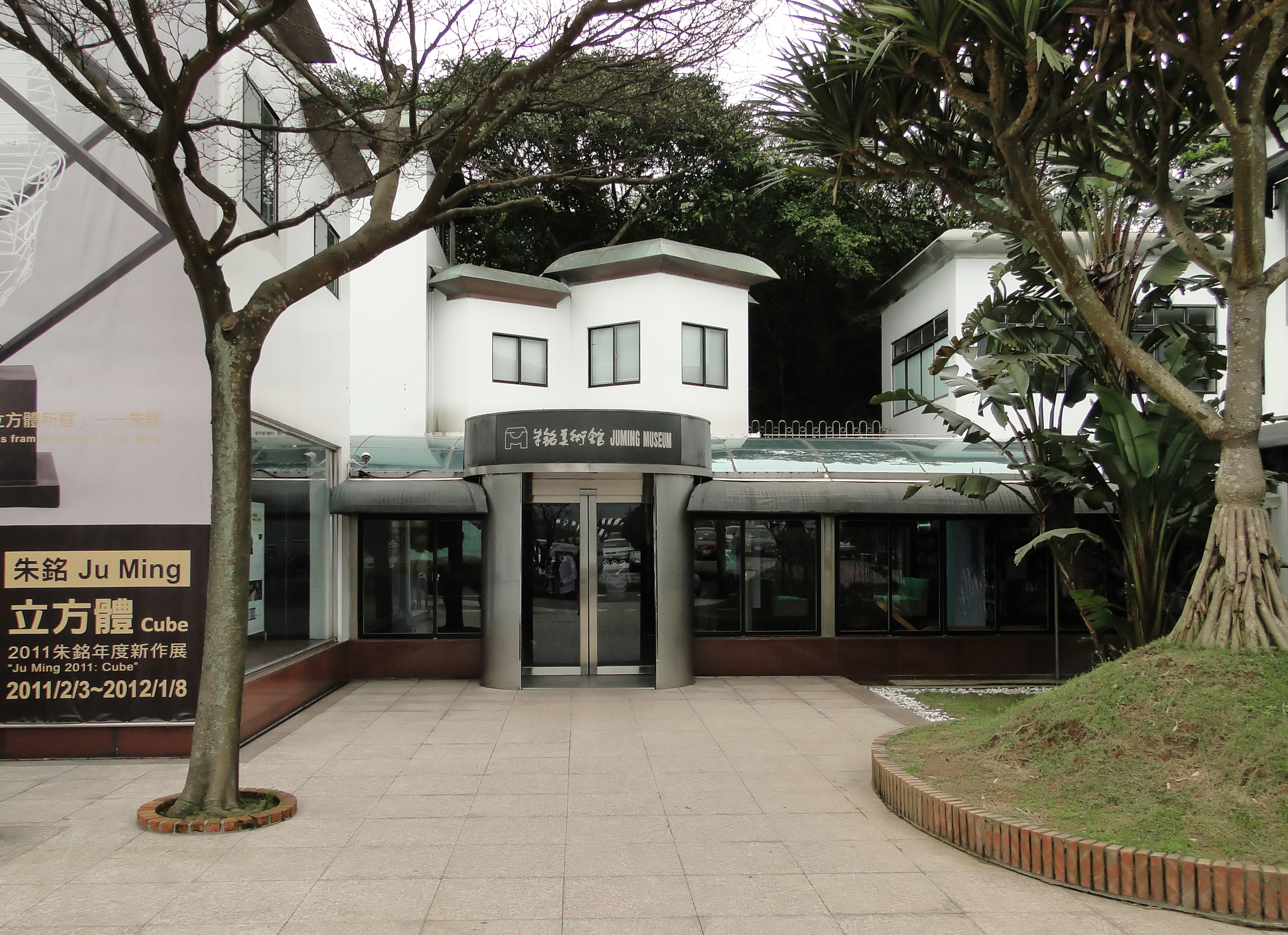
Musée Ju Ming.

## Distinctions
- Prix d’art national, 1976
- Prix de la culture asiatique de Fukuoka, 2007